# 柳楢悦
柳 楢悦（やなぎ ならよし、天保3年9月15日（1832年10月8日） - 明治24年（1891年）1月15日）は、日本の海軍軍人・和算家・数学者・測量学者・政治家。最終階級は海軍少将。錦鶏間祗候・元老院議官・貴族院議員。
江戸（現・東京）生まれ。津藩の下級藩士・柳惣五郎の長男。嘉納治朗作希芝（嘉納治五郎の父）の娘を後妻としている。

## 略歴
- 天保3年（1832年） - 江戸染井の安濃津藩下屋敷にて産まれる、幼名芳太郎
- 弘化3年（1846年） - 和算家・村田恒光（佐十郎）に入門
- 嘉永3年（1853年） - 藩命により伊勢湾沿岸を測量（指揮は村田恒光）
- 安政元年（1855年） - 長崎海軍伝習所へ派遣
- 明治3年（1870年） - 海軍に出仕
- 明治5年（1872年） - 海軍大佐
- 明治9年（1876年） - 水路局長
- 明治10年（1877年） - 神田孝平と共に、日本初の学会・東京数学会社（現・日本数学会）を設立
- 明治11年（1878年） - 天文学・天文台の実情視察のために欧米視察
- 明治13年（1880年） - 海軍少将
- 明治15年（1882年） - 大日本水産会創立に尽力し、名誉会員に推される[3]
- 明治21年（1888年） - 予備役編入、元老院議官
- 明治23年（1890年） - 貴族院議員
  - 10月20日 - 錦鶏間祗候[4]
- 明治24年（1891年） - 肺炎のため没、青山霊園に埋葬

## 栄典
位階
- 明治4年2月17日 - 正七位
- 明治4年12月14日 - 従六位
- 明治5年10月5日 - 正六位
- 1873年（明治6年）6月25日 – 従五位[5]
- 1880年（明治13年）10月5日 - 正五位
- 1886年（明治19年）10月28日 - 従四位[6]
- 1889年（明治22年）11月5日 - 従三位[7]
- 1891年（明治24年）1月15日 - 正三位[8]

勲章等
- 1880年（明治13年）8月5日 - 勲四等旭日小綬章
- 1882年（明治15年）11月1日 - 勲三等旭日中綬章
- 1888年（明治21年）5月29日 - 勲二等旭日重光章[9]
- 1889年（明治22年）11月25日 - 大日本帝国憲法発布記念章[10]
- 1890年（明治23年）
  - 5月22日 - 日本赤十字社特別社員章[11]
  - 11月1日 - 藍綬褒章[12]

## 水域測量において
若き日より和算に熟達し、さらに長崎海軍伝習所ではオランダ式の航海術を学ぶとともに、西洋数学に基づく測量術も習得した。明治2年から、イギリス海軍測量船シルヴィア号の指導を受けながら水域測量の経験を積み、水域測量術の技術向上を目指した。日本における海洋測量の第一人者として測量体制を整備・統率し、日本各地の沿岸・港を測量し、海図を作成した。その功績から「日本水路測量の父」「海の伊能忠敬」と称される。

## 美食家として
柳楢悦は美食家としても知られており、「割烹研究会」（後「食物研究会」「大日本食物會」に改称）という食物に関する研究会の中心的な人物として活動していただけでなく、御木本幸吉の尽力で、食に関する著作『山陰落栗』が没後出版された。

## 著書・訳書
- 『航海或問』（ピラール著）
- 『量地括要』（全2巻）
- 『山陰落栗』

## 親族
- 三男 - 柳宗悦（美術評論家）
- 孫 - 柳宗理（プロダクトデザイナー）・柳宗玄（美術史家）・柳宗民（園芸評論家）・柳悦孝（染織家）